# Swiderien
Het Swiderien is de naam van een laat-paleolithisch archeologisch complex  (13.000-9.500 v.Chr.) in Polen en omliggende gebieden. De cultuur is vernoemd naar de vindplaats Świdry Wielkie, Powiat Otwocki.
De cultuur wordt beschouwd als een Oost-Europese vorm van het Magdalénien en wordt naast de Ahrensburg- en Brommecultuur ingedeeld bij de groep met gesteelde pijlpunten. De vuurstenen werktuigen zijn meest symmetrisch van vorm: typerend zijn deels vlak geretoucheerde gesteelde pijlpunten en kerfresten. Andere vuursteenvondsten zijn stekers, boren, schrabbers en zagen. Vanwege de gevonden microlieten wordt de jongere fase ook wel als Swidero-Tardenoisien aangeduid.
Het Swiderien wordt beschouwd als een zelfstandige cultuur die zich ontwikkelde op de door het terugtrekkende landijs achtergelaten duinen. De relatie tussen het Swiderien en het Solutréen is beschreven als "diepgaand hoewel indirect", in contrast met de Ahrensburgcultuur en andere Noord-Europese laat-Paleolithische cultuurgroepen met een gemeenschappelijke oorsprong in het Aurignacien.

## Ontwikkeling

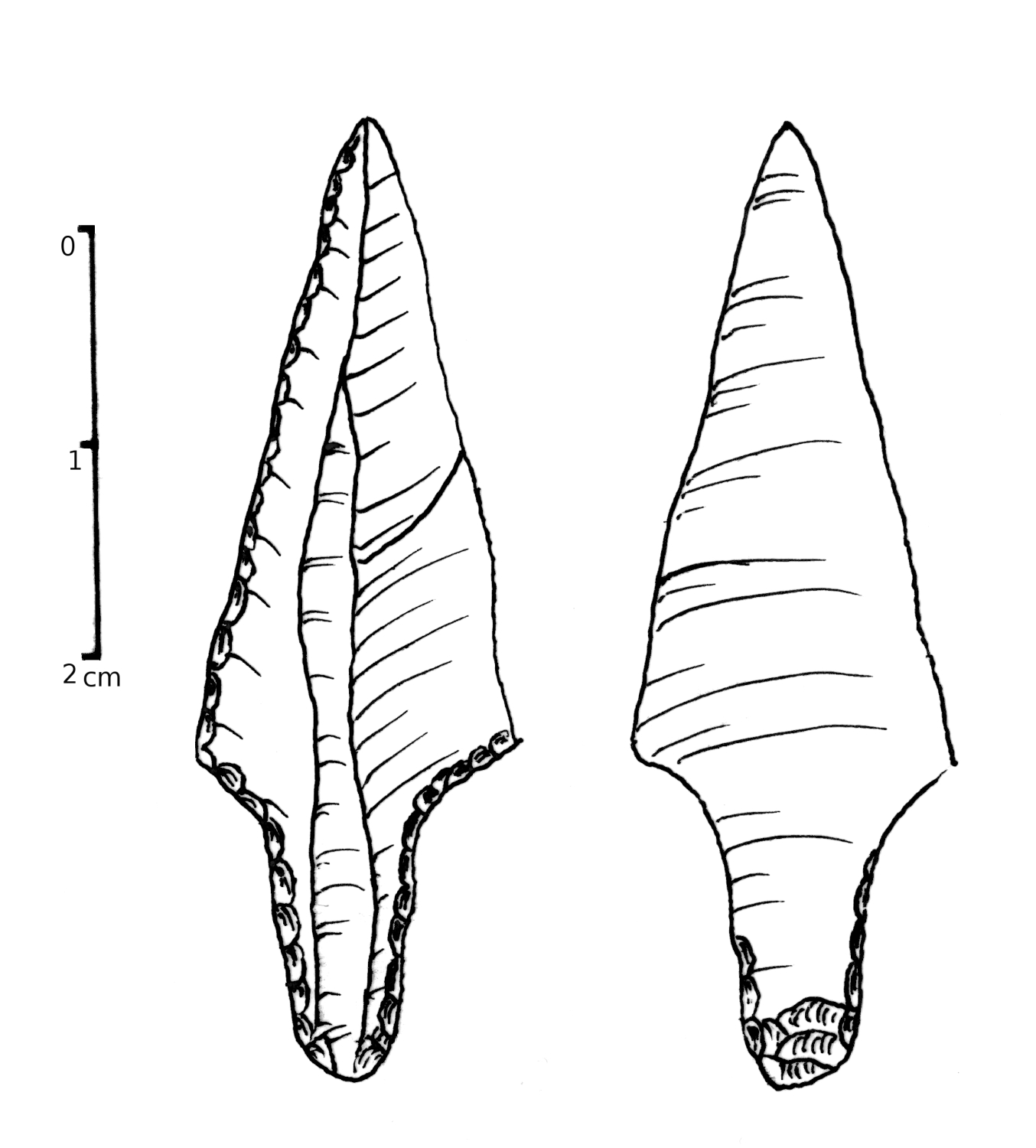
Pijlpunt met tweezijdig bewerkte steel

Drie perioden kunnen worden onderscheiden:
- het Vroege Swiderien, waarvan de ruwe vuurstenen klingen terug zijn te vinden bij Nowy Mlyn in de woiwodschap Święty Krzyż.
- Het Ontwikkelde Swiderien ontstond tijdens de migratie naar het noorden en wordt gekenmerkt door gesteelde pijlpunten.
- Het Late Swiderien, gekenmerkt door klingen met een stompe rug.

Het Swiderien speelt een centrale rol in de overgang van het paleolithicum naar het mesolithicum.
Aangenomen wordt dat na de koudeperiode van het Jonge Dryas aan het einde van het Pleistoceen het grootste deel van de Swiderien-bevolking de zich terugtrekkende toendra naar het noordoosten volgde. Recente radiokoolstofdata tonen aan dat sommige groepen van het Swidero-Ahrensburg-complex nog tot in het Preboreaal achterbleven.
In tegenstelling tot West-Europa waren de mesolithische groepen die nu de Poolse vlakte bewoonden nieuwkomers. Dit wordt bevestigd door een 300-jaar lange kloof tussen de oudste paleolithische en de jongste mesolithische vondsten. De oudste mesolithische site is Chwalim in het westen van Polen, ongeveer 150 jaar ouder dan de mesolithische locaties in Midden- en Noordoost-Polen. Dit betekent dat de mesolithische bevolking na een 300-jaar lange onderbreking geleidelijk naar het oosten trok. Het gebrek aan goede vuursteen-grondstoffen in het Poolse vroege mesolithicum is uitgelegd als een bewijs dat de nieuw aangekomen mensen nog niet vertrouwd waren met de beste lokale bronnen van vuursteen.

## Invloed op latere culturen
De Kundacultuur van de Baltische landen en Centraal-Rusland zou uit het Swiderien voorvloeien, en zijn ontstaan uit de seizoensgebonden migraties van Swiderian-mensen aan het begin van het holoceen, wiens levensonderhoud gebaseerd was op de rendierjacht.
Veel van de vroegste mesolithische vindplaatsen in Finland zijn post-Swiderien, zoals de vindplaats Ristola bij Lahti en de vindplaats Saarenoja bij Joutseno met stenen werktuigen van geïmporteerde vuursteen, en de vindplaats Sujala bij Utsjoki in Lapland.
De vuurstenen grondstoffen bij Sujala zijn afkomstig van het Varanger schiereiland in het noorden van Noorwegen. De heersende opvatting met betrekking tot deze regio is dat de oudste vestigingen aan de Noord-Noorse kust ontstonden uit de Fosnacultuur van de westelijke en zuidwestelijke kust van Noorwegen en uiteindelijk uit de laat-paleolithische Ahrensburgcultuur van Noordwest-Europa. De combinatie van een grondstof en lithische techniek typerend voor de laat-paleolithische en vroeg-mesolithische culturen van Noord-Europa suggereerden dat Sujala gelijktijdig was aan fase 1 van het Noorse Finnmark-mesolithicum (Komsacultuur), daterend tussen 9.000 en 10.000 v.Chr. Voorgestelde parallellen met de vroegste mesolithische vuursteen-technologie in Zuid-Noorwegen zouden de vondsten dichter bij of zelfs vóór 10.000 v.Chr. hebben geplaatst.
Een oorspronkelijk verband met vroege Noord-Noorse nederzettingen wordt echter weerlegd door de gesteelde vorm van de bladen en de afslagtechnologie van Sujala. De tweezijdig bewerkte steel, retoucheertechniek van de pijlpunten en de druktechniek gebruikt bij de vervaardiging van klingen zijn zeldzaam of afwezig bij Ahrensburg vondsten, maar karakteristiek voor de zogenaamde post-Swiderienculturen van Noordwest-Rusland. Daar vindt men ook tegenhangers van de Sujala-vuursteenkernen. De Sujala-vondsten worden momenteel beschouwd als post-Swiderien en gedateerd tot 8300-8200 v.Chr.